# First Person Shooter (brano)
First Person Shooter è un singolo del rapper americano-canadese Drake, pubblicato il 31 ottobre 2023 come quarto estratto dall'ottavo album in studio For All the Dogs. Il brano vede la partecipazione del rapper americano J. Cole. 
La canzone ha debuttato alla prima posizione della Billboard Hot 100, diventando la 13ª numero uno di Drake, e la sua nona a debuttare direttamente in prima posizione, e la 1ª di J. Cole, nonché la seconda numero uno estratta dall'album For All the Dogs dopo Slime You Out. Grazie a tale risultato, inoltre, Drake ha equiparato il record di Michael Jackson come artista solista maschio ad aver ottenuto il maggior numero di singoli alla numero uno nella Billboard Hot 100.

## Antefatti
Durante un episodio speciale del suo show Table for One, del 6 ottobre 2023, qualche ora prima della pubblicazione dell'album, Drake ha dichiarato che J.Cole avrebbe collaborato in un featuring nella sesta traccia dell'album. L'artista ha anche aggiunto che lui e J. Cole erano appena usciti dallo studio, dichiarando appunto che First Person Shooter è stato l'ultimo brano a essere stato registrato.

## Testo e composizione
Il brano, definito "duro e giocoso", è stato particolarmente notato per la sua produzione "futuristica e energica", che ha permesso a Drake e J. Cole di mostrare le loro abilità. La canzone vede J. Cole riflettere sui suoi continui successi, ammettendo che lui, Drake e Kendrick Lamar siano i "tre grandi" del panorama hip hop attuale, paragonandosi anche a Muhammad Ali. Nel brano viene anche citato il meme dei due Uomini Ragno che si indicano a vicenda, in riferimento ai due artisti e alla loro grande abilità nel rap. Inoltre, J. Cole nel brano dichiara di voler collaborare un giorno con il rapper americano YoungBoy Never Broke Again, smentendo i rumours di dissing tra i due precedentemente circolati, e confermando a breve l'uscita del suo prossimo album The Fall Off. Drake, invece, in riferimento alla sua fama e al suo successo, cita i Beatles e Michael Jackson. Nel brano, inoltre, in un verso Drake canta: "Sono a una sola (numero uno nella Hot 100) di distanza da Michael Jackson", e proprio First Person Shooter è diventata la canzone che è riuscito a fargli raggiungere il record di Michael Jackson per il maggior numero di numero uno nella Hot 100 ottenute da un artista maschio solista.

### Risposta di Kendrick Lamar
A seguito del verso di J. Cole in cui ammette che Kendrick Lamar, insieme a lui e Drake, sia uno dei tre grandi della scena hip hop attuale, Lamar ha partecipato alla traccia dissing di Future e Metro Boomin, Like That. Nel suo verso il rapper risponde facendo riferimento al verso di First Person Shooter, rappando "fanculo i grandi tre, sono solo io quello grande".

## Video musicale
Il video musicale, diretto da Gibson Hazard, è stato pubblicato sul canale YouTube di Drake il 15 novembre 2023. Il video contiene un cameo di Brian Baumgartner e presenta i due rapper che si sfidano in diverse discipline fra cui ping-pong, scacchi e pallacanestro. I due inoltre ricreano il meme dei due Uomini Ragno che si indicano a vicenda e la campagna Louis Vuitton del 2022 di Lionel Messi e Cristiano Ronaldo che giocano a scacchi.

## Accoglienza
In una prima valutazione dell'intero album, Kyle Denis di Billboard ha considerato First Person Shooter come la nona miglior traccia dell'album, dichiarando come i due abbiano adottato una mentalità da "vecchi uomini di stato" pur avendone "le mani in pasta" ma proprio nel momento in cui i due si dirigevano verso un atteggiamento "sfacciato" facevano entrambi un passo indietro.
Mosi Reeves di Rolling Stone ha dichiarato che Drake è stato totalmente surclassato dalle abilità di J. Cole nel brano, in quanto i versi del primo erano deboli, semplici, con molti dei quali che parlano principalmente di donne "come se stesse riempiendo un congelatore di carne".
Shahzaib Hussain della rivista Clash, invece, ha criticato l'immagine di Drake che compare come uno pieno di sfarzo e che parla solamente di "ca****e".

## Classifiche

### Classifiche settimanali
| Classifica (2023) | Posizione massima |
| ----------------- | ----------------- |
| Australia         | 4                 |
| Austria           | 38                |
| Canada            | 2                 |
| Danimarca         | 22                |
| Francia           | 52                |
| Irlanda           | 7                 |
| Italia            | 55                |
| Lettonia          | 8                 |
| Lituania          | 2                 |
| Lussemburgo       | 11                |
| Medio Oriente     | 10                |
| Nuova Zelanda     | 5                 |
| Paesi Bassi       | 22                |
| Portogallo        | 15                |
| Regno Unito       | 4                 |
| Stati Uniti       | 1                 |
| Svezia            | 42                |
| Svizzera          | 10                |

### Classifiche di fine anno
| Classifica (2024) | Posizione |
| ----------------- | --------- |
| Stati Uniti       | 61        |